# 侯材驥
侯材驥（1837年—1893年），號仙舫，為中國清朝官員，本籍湖南。舉人出身的侯材驥於1883年（光緒9年）奉旨接替程起鶚，於台灣地區擔任台灣府知府。而此官職是台灣清治時期此期間，受台灣道制約的台灣地方父母官。
| 官衔          | 官衔                             | 官衔          |
| ------------- | -------------------------------- | ------------- |
| 前任： 程起鶚 | 台灣府知府 1883年上任            | 繼任： 程起鶚 |
| 前任： 胡勝   | 福州府知府 光绪十八年 （1892年） | 繼任： 唐寶鑒 |